# Ignacio Gabriel I Tappouni
Ignacio Gabriel I Tappouni, en árabe: إغناطيوس جبرائيل الاول تبوني Ignace Gabriel Tappouni, (Mosul, Irak, 3 de noviembre de 1879 - Beirut, Líbano, 29 de junio de 1968) Patriarca de Antioquía de los Sirios y Cardenal de la Santa Iglesia Romana.

## Biografía
Nació como Abdul-Ahad Dawood Tappouni, bautizado como Leo Gabriel (León Gabriel). Tappouni nació en Mosul (en el moderno Irak) bajo gobierno turco, y estudió en el Seminario Sirio-Caldeo de la Orden de Predicadores. Se ordenó presbítero el 31 de noviembre de 1902, tomando el nombre de Dominic (Domingo). Después impartió clases en el seminario hasta 1908 que fue hecho secretario de la Delegación Apostólica en Mesopotamia.
| Predecesor: Ignacio Dionisio Efrén II Rahmani | Patriarca de la Iglesia Católica Siria 1929 - 1968 | Sucesor: Ignacio Antonio II Hayek |

- The Journal of The Syriac Catholic Parish of Aleppo.
- Pham, John-Peter. "Heirs of the Fisherman: Behind the Scenes of Papal Death and Succession". Oxford University Press, 2007.